# La Guerre qui n'existait pas
La Guerre qui n'existait pas (titre original : The Never War) est le troisième tome de la série à succès Bobby Pendragon écrite par D. J. MacHale.

## Résumé
Bobby Pendragon et Vo Spader, le Voyageur de Cloral, atterrissent sur Veelox et rencontrent Aja Killian, aussi Voyageuse, qui les informe que ce n'est pas sur Veelox que se noue le drame mais en Première Terre. Pendragon et Spader repartent alors vers ce territoire et se retrouvent nez à nez avec les assassins de l'oncle de Bobby, qui travaillent pour un certain Winn Farrow. Après leur avoir échappé avec l'aide de Vincent Van Dyke dit "Gunny", le Voyageur de la première Terre, Bobby se rend compte qu'il est de retour à New York mais telle qu'elle était en 1937 !
Gunny embauche les deux Voyageurs à l'hôtel où il travaille : le Manhattan Tower Hotel, où réside un gang de gangsters dirigé par Maximilian Rose, ennemi juré de Winn Farrow. Après avoir fouiné dans ses appartements à ses risques et périls, Bobby découvre qu'un dirigeable appelé le Hindenburg doit apporter le paiement pour Rose et que cet événement a un enjeu essentiel pour les territoires terrestres car le dirigeable est censé s'écraser. Les Voyageurs se mettent alors dans l'idée que le Hindenburg doit être sauvé. Mais Bobby doute et part avec Gunny sur la Troisième Terre : la Terre de 5010 où la population est majoritairement devenue troglodyte.
Les deux amis rencontrent un nouveau Voyageur, Patrick. Ensemble ils découvrent, à la bibliothèque de New York, que si le Hindenburg ne s'écrase pas, la bombe atomique pourra être créée par l'Allemagne, et détruira toutes les grandes villes du monde. À leur retour sur Première Terre, une course contre la montre s'engage alors pour Bobby et Gunny : ils doivent rattraper Rose, qui veut son argent, Farrow qui veut faire exploser le dirigeable à l'aide d'une fusée mais également Spader qui n'écoute plus Bobby et qui veut sauver les personnes à bord du Hindenburg.
Bobby et Gunny arrivent alors que Farrow allume sa fusée. Spader arrive et se bat avec Farrow pendant que Bobby hésite à éteindre la fusée ou non : la vie de plusieurs personnes est entre ses mains. Bobby décide alors de sauver le Hindenburg mais Gunny qui a gardé la tête froide l'en empêche et la fusée touche le Hindenburg. Rose est tué dans l'incendie.
De retour à l'hôtel, Bobby demande à Spader de retourner sur Cloral parce qu'il ne peut pas avoir confiance en lui. Ce dernier comprend mais veut que Bobby vienne le chercher si ça tourne mal. Après avoir pris un repos bien mérité sur la Seconde Terre, Bobby retrouve Gunny et ils partent ensemble sur Veelox rencontrer à nouveau Aja Killian...